# سيدي مؤمن
سيدي مؤمن، هي دائرة والضاحية الشمالية الشرقية لمدينة الدار البيضاء، في منطقة سيدي البرنوصي في جهة الدار البيضاء سطات بالمغرب. بلغ عدد سكانها في عام 2004 ما يقارب 289,253 نسمة. وهي تحتوي على مدن الصفيح التي جاء منها الإرهابيون الذين نفذوا تفجيرات الدار البيضاء عامي 2003 و2007 (معظمهم من كاريان توما).